# 2017年世界柔道锦标赛
2017年世界柔道锦标赛于2017年8月28日至9月3日在匈牙利布达佩斯举行。2015年3月23日，匈牙利击败中国、蒙古和卡塔尔，成功获得该届世锦赛主办权。该届世锦赛的主要赞助商是铃木公司。
匈牙利总理奧班·維克多、俄罗斯总统弗拉基米尔·普京、蒙古国总统哈勒特马·巴特图勒嘎等官员都出席了该届世锦赛的开幕式。在比赛的最后一天，国际奥林匹克委员会主席托马斯·巴赫也来到了现场，并参与了混合团体项目的颁奖仪式。

## 奖牌榜
| 排名 | 国家／地区 | 金牌 | 银牌 | 铜牌 | 總數 |
| ---- | ---------- | ---- | ---- | ---- | ---- |
| 1    | 日本       | 8    | 4    | 1    | 13   |
| 2    | 法國       | 2    | 0    | 2    | 4    |
| 3    | 巴西       | 1    | 2    | 2    | 5    |
| 4    | 蒙古国     | 1    | 1    | 4    | 6    |
| 5    | 中国       | 1    | 0    | 0    | 1    |
| 5    | 德国       | 1    | 0    | 0    | 1    |
| 5    | 塞爾維亞   | 1    | 0    | 0    | 1    |
| 8    |            | 0    | 2    | 2    | 4    |
| 9    | 斯洛維尼亞 | 0    | 2    | 0    | 2    |
| 10   | 俄羅斯     | 0    | 1    | 3    | 4    |
| 11   |            | 0    | 1    | 2    | 3    |
| 12   | 義大利     | 0    | 1    | 0    | 1    |
| 12   | 波多黎各   | 0    | 1    | 0    | 1    |
| 14   |            | 0    | 0    | 4    | 4    |
| 15   | 英国       | 0    | 0    | 2    | 2    |
| 16   | 哥伦比亚   | 0    | 0    | 1    | 1    |
| 16   | 古巴       | 0    | 0    | 1    | 1    |
| 16   | 伊朗       | 0    | 0    | 1    | 1    |
| 16   | 以色列     | 0    | 0    | 1    | 1    |
| 16   |            | 0    | 0    | 1    | 1    |
| 16   | 波蘭       | 0    | 0    | 1    | 1    |
| 16   | 西班牙     | 0    | 0    | 1    | 1    |
| 16   |            | 0    | 0    | 1    | 1    |
| 总计 | 总计       | 15   | 15   | 30   | 60   |

## 奖牌得主

### 男子
| 项目          | 金牌                               | 银牌                                      | 铜牌                                          |
| 60公斤级      | 高藤直壽 · 日本（JPN）             | 奥尔汉·萨法罗夫 · 阿塞拜疆（AZE）         | Ganbatyn Boldbaatar · 蒙古（MGL）             |
| 60公斤级      | 高藤直壽 · 日本（JPN）             | 奥尔汉·萨法罗夫 · 阿塞拜疆（AZE）         | 季约尔别克·乌罗兹博耶夫 · 乌兹别克斯坦（UZB） |
| 66公斤级      | 阿部一二三 · 日本（JPN）           | 米哈伊尔·普利亚耶夫 · 俄罗斯（RUS）       | 瓦扎·馬爾格韋拉什維利 · 格鲁吉亚（GEO）       |
| 66公斤级      | 阿部一二三 · 日本（JPN）           | 米哈伊尔·普利亚耶夫 · 俄罗斯（RUS）       | Tal Flicker · 以色列（ISR）                   |
| 73公斤级      | 橋本壯市 · 日本（JPN）             | 鲁斯塔姆·奥鲁杰夫 · 阿塞拜疆（AZE）       | 安昌林 · 韩国（KOR）                          |
| 73公斤级      | 橋本壯市 · 日本（JPN）             | 鲁斯塔姆·奥鲁杰夫 · 阿塞拜疆（AZE）       | 冈巴塔尔·奥德巴亚尔 · 蒙古（MGL）             |
| 81公斤级      | Alexander Wieczerzak · 德国（GER） | 马泰奥·马尔孔奇尼 · 義大利（ITA）         | 赛义德·莫拉埃 · 伊朗（IRI）                   |
| 81公斤级      | Alexander Wieczerzak · 德国（GER） | 马泰奥·马尔孔奇尼 · 義大利（ITA）         | 哈桑·哈尔穆尔扎耶夫 · 俄罗斯（RUS）           |
| 90公斤级      | 内马尼亚·迈多夫 · 塞尔维亚（SRB）  | 米凯尔·日甘克 · 斯洛文尼亚（SVN）         | 郭同韓 · 韩国（KOR）                          |
| 90公斤级      | 内马尼亚·迈多夫 · 塞尔维亚（SRB）  | 米凯尔·日甘克 · 斯洛文尼亚（SVN）         | Ushangi Margiani · 格鲁吉亚（GEO）            |
| 100公斤级     | 亞倫·沃爾夫 · 日本（JPN）          | 瓦尔拉姆·利帕尔捷利阿尼 · 格鲁吉亚（GEO） | 埃尔马·加西莫夫 · 阿塞拜疆（AZE）             |
| 100公斤级     | 亞倫·沃爾夫 · 日本（JPN）          | 瓦尔拉姆·利帕尔捷利阿尼 · 格鲁吉亚（GEO） | 基里尔·杰尼索夫 · 俄罗斯（RUS）               |
| 100公斤以上级 | 特迪·里内 · 法國（FRA）            | David Moura · 巴西（BRA）                 | 奈丹·图布辛巴亚尔 · 蒙古（MGL）               |
| 100公斤以上级 | 特迪·里内 · 法國（FRA）            | David Moura · 巴西（BRA）                 | 拉斐尔·席尔瓦 · 巴西（BRA）                   |

### 女子
| 项目         | 金牌                              | 银牌                                    | 铜牌                                          |
| 48公斤级     | 渡名喜风南 · 日本（JPN）          | 門赫巴廷·烏蘭采采格 · 蒙古（MGL）       | 近藤亚美 · 日本（JPN）                        |
| 48公斤级     | 渡名喜风南 · 日本（JPN）          | 門赫巴廷·烏蘭采采格 · 蒙古（MGL）       | 奥特贡采采格·嘎勒巴德拉赫 · 哈萨克斯坦（KAZ） |
| 52公斤级     | 志志目爱 · 日本（JPN）            | 角田夏实 · 日本（JPN）                  | 纳塔利娅·库久京娜 · 俄罗斯（RUS）             |
| 52公斤级     | 志志目爱 · 日本（JPN）            | 角田夏实 · 日本（JPN）                  | 埃丽卡·米兰达 · 巴西（BRA）                   |
| 57公斤级     | 道尔吉苏伦·苏米娅 · 蒙古（MGL）   | 芳田司 · 日本（JPN）                    | Hélène Receveaux · 法國（FRA）                |
| 57公斤级     | 道尔吉苏伦·苏米娅 · 蒙古（MGL）   | 芳田司 · 日本（JPN）                    | 妮科达·斯迈思-戴维斯 · 英国（GBR）            |
| 63公斤级     | 克拉丽丝·阿格贝涅努 · 法國（FRA） | 蒂娜·特尔斯泰尼亚克 · 斯洛文尼亚（SVN） | 阿加塔·奥兹多巴 · 波兰（POL）                 |
| 63公斤级     | 克拉丽丝·阿格贝涅努 · 法國（FRA） | 蒂娜·特尔斯泰尼亚克 · 斯洛文尼亚（SVN） | Baldorjyn Möngönchimeg · 蒙古（MGL）          |
| 70公斤级     | 新井千鹤 · 日本（JPN）            | 玛丽亚·佩雷斯·马卡诺 · 波多黎各（PUR）  | 尤丽·阿尔韦亚尔 · 哥伦比亚（COL）             |
| 70公斤级     | 新井千鹤 · 日本（JPN）            | 玛丽亚·佩雷斯·马卡诺 · 波多黎各（PUR）  | 玛丽亚·贝纳维乌 · 西班牙（ESP）               |
| 78公斤级     | 梅拉·阿吉亞爾 · 巴西（BRA）       | 梅木真美 · 日本（JPN）                  | 卡列玛·安托马尔基 · 古巴（CUB）               |
| 78公斤级     | 梅拉·阿吉亞爾 · 巴西（BRA）       | 梅木真美 · 日本（JPN）                  | 纳塔莉·鲍威尔 · 英国（GBR）                   |
| 78公斤以上级 | 于颂 · 中国（CHN）                | 朝比奈沙罗 · 日本（JPN）                | 金珉程 · 韩国（KOR）                          |
| 78公斤以上级 | 于颂 · 中国（CHN）                | 朝比奈沙罗 · 日本（JPN）                | 伊琳娜·金泽尔斯卡 · 阿塞拜疆（AZE）           |

### 混合
| 项目 | 金牌 | 银牌 | 铜牌 |
| 团体 | 日本 · 新井千鹤 · 朝比奈沙罗 · 原澤久喜 · 橋本壯市 · 長澤憲大 · 永瀨貴規 · 中矢力 · 王子谷刚志 · 新添左季 · 素根辉 · 宇高菜绘 · 芳田司 | 巴西 · 玛丽亚·苏埃伦·阿尔特曼 · 爱德华多·巴尔博扎 · Eduardo Bettoni · Marcelo Contini · 埃丽卡·米兰达 · David Moura · 维克托·佩纳尔贝 · 玛丽亚·波尔特拉 · 凯特琳·夸德罗斯 · 拉斐尔·席尔瓦 · 拉斐拉·席尔瓦 · 比阿特丽斯·索萨 | 法國 · 克拉丽丝·阿格贝涅努 · 埃米莉·昂代奥尔 · Benjamin Axus · 阿克塞尔·克莱热 · 羅曼·迪科 · Pierre Duprat · 玛丽-伊芙·加耶 · 普里西娅·尼厄托 · 西里尔·马雷 · 洛伊克·彼得里 · Hélène Receveaux · 特迪·里内 |
| 团体 | 日本 · 新井千鹤 · 朝比奈沙罗 · 原澤久喜 · 橋本壯市 · 長澤憲大 · 永瀨貴規 · 中矢力 · 王子谷刚志 · 新添左季 · 素根辉 · 宇高菜绘 · 芳田司 | 巴西 · 玛丽亚·苏埃伦·阿尔特曼 · 爱德华多·巴尔博扎 · Eduardo Bettoni · Marcelo Contini · 埃丽卡·米兰达 · David Moura · 维克托·佩纳尔贝 · 玛丽亚·波尔特拉 · 凯特琳·夸德罗斯 · 拉斐尔·席尔瓦 · 拉斐拉·席尔瓦 · 比阿特丽斯·索萨 | · 安保罗 · 安昌林 · 郭同韓 · Jeong Hye-jin · Ji Yun-seo · 金珉程 · 金成民 · 金省然 · Kwon You-jeong · Lee Jae-yong · Park Yu-jin · Won Jong-hoon                                                           |